# Wessel Kooy
Wessel Kooy (9 januari 2005) is een Nederlands voetballer die doorgaans als centrale verdediger speelt en bij FC Utrecht onder contract staat.

## Clubcarrière
Kooy belandde via SV Nieuwkoop en Alphense Boys in 2019 in de jeugdopleiding van FC Utrecht. In november 2021 tekende hij zijn eerste profcontract bij de Utrechtse club.
In de laatste twee speelronden van het seizoen 2021/22 zat Kooy voor het eerst bij de wedstrijdselectie van Jong FC Utrecht. Tot speelminuten kwam het dat seizoen nog niet. Zijn officiële debuut volgde in het seizoen 2022/23 op 30 september 2022 uit tegen Telstar (2–2 gelijkspel). Hij startte de wedstrijd in de basis en werd na 62 minuten gewisseld voor Reda Akmum.
In de voorbereiding op het seizoen 2024/25 kreeg trainde Kooy samen met Nazjir Held mee met het eerste elftal van FC Utrecht. Gedurende het seizoen zelf uitte Kooy meermaals zijn vertrekwensen wegens het uitblijven van zijn debuut in het eerste elftal.

## Clubstatistieken

### Beloften
| Seizoen                    | Club            | Competitie      | Competitie | Competitie | Competitie | Overig | Overig | Overig | Totaal | Totaal | Totaal |
| Seizoen                    | Club            | Competitie      | Wed.       | Dlp.       | Ass.       | Wed.   | Dlp.   | Ass.   | Wed.   | Dlp.   | Ass.   |
| -------------------------- | --------------- | --------------- | ---------- | ---------- | ---------- | ------ | ------ | ------ | ------ | ------ | ------ |
| 2021/22                    | Jong FC Utrecht | Eerste divisie  | 0          | 0          | 0          | 0      | 0      | 0      | 0      | 0      | 0      |
| 2022/23                    | Jong FC Utrecht | Eerste divisie  | 9          | 0          | 0          | 0      | 0      | 0      | 9      | 0      | 0      |
| 2023/24                    | Jong FC Utrecht | Eerste divisie  | 30         | 1          | 1          | 0      | 0      | 0      | 30     | 1      | 1      |
| 2024/25                    | Jong FC Utrecht | Eerste divisie  | 12         | 0          | 0          | 0      | 0      | 0      | 12     | 0      | 0      |
| Carrière totaal            | Carrière totaal | Carrière totaal | 51         | 1          | 1          | 0      | 0      | 0      | 51     | 1      | 1      |
| Bijgewerkt op 2 maart 2025 |                 |                 |            |            |            |        |        |        |        |        |        |

### Senioren
| Seizoen                    | Club            | Competitie      | Competitie | Competitie | Competitie | Beker | Beker | Beker | Internationaal | Internationaal | Internationaal | Overig | Overig | Overig | Totaal | Totaal | Totaal |
| Seizoen                    | Club            | Competitie      | Wed.       | Dlp.       | Ass.       | Wed.  | Dlp.  | Ass.  | Wed.           | Dlp.           | Ass.           | Wed.   | Dlp.   | Ass.   | Wed.   | Dlp.   | Ass.   |
| -------------------------- | --------------- | --------------- | ---------- | ---------- | ---------- | ----- | ----- | ----- | -------------- | -------------- | -------------- | ------ | ------ | ------ | ------ | ------ | ------ |
| 2023/24                    | FC Utrecht      | Eredivisie      | 0          | 0          | 0          | 0     | 0     | 0     | –              | –              | –              | 0      | 0      | 0      | 0      | 0      | 0      |
| Carrière totaal            | Carrière totaal | Carrière totaal | 0          | 0          | 0          | 0     | 0     | 0     | –              | –              | –              | 0      | 0      | 0      | 0      | 0      | 0      |
| Bijgewerkt op 2 maart 2025 |                 |                 |            |            |            |       |       |       |                |                |                |        |        |        |        |        |        |

## Interlandcarrière
Kooy werd in 2022 geselecteerd voor Nederland onder 17, waarbij hij drie keer zonder speelminuten bij de wedstrijdselectie zat. In datzelfde jaar werd hij eveneens voor het eerst geselecteerd voor Nederland onder 18. Voor dat elftal kwam hij in totaal vier keer in actie (twee keer als basisspeler en twee keer als invaller), scoorde hij tegen Faeröer onder 19 in de extra tijd de winnende treffer in een 2–3 overwinning en was hij in de wedstrijd tegen Verenigde Arabische Emiraten onder 18 89 minuten lang aanvoerder.